# Charles Friedek
Charles Michael Friedek (Gießen, 26 agosto 1971) è un ex triplista tedesco, campione mondiale a Siviglia 1999.

## Biografia
Atleta tedesco di origine africana, può vantare in carriera, oltre al titolo di campione del mondo outdoor, un titolo mondiale indoor, un titolo europeo indoor (argento outdoor) ed una vittoria in Coppa del mondo.
Ha avuto una carriera longeva tanto da rappresentare il suo paese nel 2009, all'età di 38 anni agli Europei a squadre.

## Palmarès
| Anno | Manifestazione  | Sede             | Evento       | Risultato | Prestazione | Note                                    |
| ---- | --------------- | ---------------- | ------------ | --------- | ----------- | --------------------------------------- |
| 1990 | Mondiali U20    | Plovdiv          | Salto triplo | 12º       | 15,53 m     |                                         |
| 1996 | Giochi olimpici | Atlanta          | Salto triplo | 14º (q)   | 16,71 m     |                                         |
| 1997 | Mondiali indoor | Parigi           | Salto triplo | 4º        | 17,16 m     |                                         |
| 1997 | Mondiali        | Atene            | Salto triplo | 11º       | 16,86 m     |                                         |
| 1998 | Europei indoor  | Valencia         | Salto triplo | Argento   | 17,15 m     |                                         |
| 1998 | Europei         | Budapest         | Salto triplo | 6º        | 17,04 m     |                                         |
| 1999 | Mondiali indoor | Maebashi         | Salto triplo | Oro       | 17,18 m     | Miglior prestazione personale           |
| 1999 | Universiadi     | Palma di Maiorca | Salto triplo | Argento   | 17,20 m     |                                         |
| 1999 | Mondiali        | Siviglia         | Salto triplo | Oro       | 17,59 m     | Miglior prestazione mondiale stagionale |
| 2000 | Europei indoor  | Gand             | Salto triplo | Oro       | 17,28 m     |                                         |
| 2000 | Giochi olimpici | Sydney           | Salto triplo | Finale    | nm          |                                         |
| 2002 | Europei         | Monaco           | Salto triplo | Argento   | 17,33 m     |                                         |
| 2004 | Giochi olimpici | Atene            | Salto triplo | nm (q)    | nm (q)      |                                         |
| 2005 | Mondiali        | Helsinki         | Salto triplo | 26º (q)   | 15,75 m     |                                         |
| 2009 | Mondiali        | Berlino          | Salto triplo | nm (q)    | nm (q)      |                                         |

## Altre competizioni internazionali
1996
- Coppa Europa di atletica leggera ( Madrid)

1998
- Oro alla Grand Prix Final ( Mosca), salto triplo - 17,33 m
- Oro in Coppa del mondo ( Johannesburg), salto triplo - 17,42 m

1999
- Coppa Europa di atletica leggera ( Parigi)

2000
- 6º alla Grand Prix Final ( Doha), salto triplo - 15,79 m

2002
- Coppa Europa di atletica leggera ( Annecy)
- 4º in Coppa del mondo ( Madrid), salto triplo - 16,91 m

2005
- Coppa Europa di atletica leggera ( Firenze)

2008
- 7º alla World Athletics Final ( Stoccarda), salto triplo - 16,10 m

2009
- Campionati europei a squadre di atletica leggera ( Leiria)
- 9º agli Europei a squadre ( Leiria), salto triplo - 16,09 m